# Мучење и злостављање затвореника у Абу Граибу
Мучење и злостављање затвореника у Абу Граибу односи се на низ ратних злочина и кршења људских права у затвору Абу Граиб, у Ираку, од стране војске САД и CIA-е током америчке ннвазије на Ирак. Инциденти су први пут привукли пажњу јавности објављивањем фотографија злостављања од стране CBS News у априлу 2004. Злостављања су изазвала шок и наишла на осуду у САД и широм свијета. Ратни злочини у Абу Граибу обухватали су физичко и сексуално злостављање, мучење, силовање као и убиство ирачког држављанина Манадела ел Џамадија.
Администрација тадашњег предсједника САД, Џорџа Буша, тврдила је како су злочини у Абу Граибу изоловани инциденти са којима се не слаже политика САД. Ово су оспориле хуманитарне организације укључујући Црвени крст, Amnesty International и Human Rights Watch. Ове организације навеле су да су злостављања у Абу Граибу била дио ширег обрасца мучења и бруталног поступања у америчким прекоморским притворским центрима, укључујући оне у Ираку, Авганистану и заливу Гвантанамо.
Неколико година касније појавили су се меморандуми о мучењу, који су припремљени неколико мјесеци прије америчке инвазије на Ирак, а од стране Министарства правде САД. Ови документи дозвољавали су одређене „побољшане методе испитивања“ (за које се генерално сматрало да укључују мучење) страних притвореника. Меморандуми су такође тврдили да се међународни хуманитарни закони, као што су Женевске конвенције, не примјењују на америчке прекоморске војне испитиваче.
Као одговор на догађаје у Абу Граибу, Министарство одбране САД уклонило је 17 војника и официра са дужности. Једанаест војника оптужено је за непоштовање дужности, малтретирање, тешки физички напад и батинање. У периоду од маја 2004. до априла 2006. ови војници су изведени пред војни суд, осуђени на војни затвор и нечасно отпуштени из службе. Три војника, за које је утврђено да су починили многе од најгорих кривичних дјела у затвору, специјалиста Чарлс Грејнер, наредник Ајван Фредерик и редов прве класе Линди Ингланд, били су под тежим оптужбама и добили су строже казне. Грејнер је осуђен на 10 година затвора и губитак чина, плате и бенефиција. Фредерик је осуђен на осам година затвора, одузимање плате, нечасно отпуштање и деградирање чина у редов. Ингланд је осуђена на три године затвора. Бригадни генерал Џенис Карпински, командант свих затворских објеката у Ираку, укорена је и деградирана у чин пуковника. Још неколико војних лица која су оптужена за извршење или одобравање мјера, укључујући и многе вишег чина, нису процесуирана. Године 2004. предсједник САД, Џорџ Буш и министар одбране, Доналд Рамсфелд извинили су се за злостављања у Абу Граибу.

## Позадина

### Рат против тероризма
Рат против тероризма, такође познат као глобални рат против тероризма, је међународна војна кампања коју је покренула влада САД након терористичких напада на Свјетски трговински центар, 11. септембра 2001. године.

### Рат у Ираку
Рат у Ираку почео је 20. марта 2003. године војном инвазијом, предвођеном од стране САД. Ирачка влада предвођена Садамом Хусеином срушена је за мјесец дана. Након овог сукоба, услиједила је дужа фаза борби у којој се појавила побуна, супротстављајући се окупаторским снагама и новој ирачкој влади након инвазије.

### Затвор Абу Граиб
Затвор Абу Граиб налази се у истоименом граду, 32 километра западно од Багдада. Изграђен је педесетих година 20. вијека и важио је за једног од најозлоглашенијих затвора у Ираку током владе Садама Хусеина. Након инвазије, америчка војска га је реновирала и претворила у војни затвор. На улазу у затвор, умјесто Садамовог портрета, амерички војници су окачили знак на којем је писало: „Америка је пријатељ свих људи у Ираку”. Био је то највећи од неколико притворских центара у Ираку које је користила америчка војска. У марту 2004. године, док је америчка војска користила затвор Абу Граиб као притворски објекат, у њему је било смјештено око 7.490 затвореника.
У затвор су смјештани појединци осумњичени да су вође побуне као и они осумњичени за злочине против окупационих снага. Међутим, многи извори тврде да су већину затвореника чинили недужни цивили.
Затвор је више пута био мета оружаних напада побуњеника, у покушајима да се затвореници ослободе. У марту 2006. америчка војска је све затворенике Абу Граиба пребацила у друге затворе, те је контролу над затвором предала ирачким властима. У августу исте године објављено је да у затвору више нема ниједног затвореника. Затвор је поново отворен у фебруару 2009. године под новим именом (Централни затвор Багдада), али је затворен 15. априла 2014. због страха да ће га преузети Исламска Држава која је у то вријеме контролисала регију у којој се затвор налази.

## Ратни злочини у Абу Граибу

### Први извјештаји о мучењима и злостављањима затвореника
У јуну 2003. Amnesty International је објавио извјештаје о кршењу људских права у притворским центрима и затворима у Ираку. Иста организација је 23. јула 2003. издала саопштење за штампу у којем осуђује распрострањена кршења људских права од стране америчких и коалиционих снага. У саопштењу се наводи да су затвореници били изложени екстремној врућини, да им није давана одјећа и да су били приморани да користе отворене јарке као тоалет. Такође су били мучени, методама које укључују ускраћивање сна током дужег периода, излагање јаком свјетлу и гласној музици и задржавање у неудобним положајима.
Дана 1. новембра 2003. новинска агенција Associated Press представила је специјални извјештај о масовним кршењима људских права у Абу Граибу. У извјештају су описане методе тортуре војника у америчким заточеничким логорима у Ираку; затвореници су везани излагани сунцу сатима, физички су злостављани и понижавани. Као одговор, амерички бригадни генерал Џенис Карпински, која је надгледала све америчке притворске објекте у Ираку, тврдила је да се према затвореницима поступа „хумано и поштено”. У извјештају је такође наведено да су од 1. новембра 2003. године била у току два правна случаја против војног особља САД; један је укључивао премлаћивање ирачког затвореника, док је други настао као посљедица смрти затвореника у притвору.
Од почетка инвазије, Међународном комитету Црвеног крста је било дозвољено да надгледа затвор и подноси извјештаје о поступању са затвореницима. У одговору на извјештај, Карпински је навела да су неки од затвореника били доушници, те да стога немају право на потпуну заштиту према Женевским конвенцијама.
Генерал-мајор Антонио Тагуба је, истражујући наводе о кривичним дјелима у затвору, поднио свој извјештај у којем се наводи да су „бројни инциденти садистичких и безобзирних кривичних дјела извршени над затвореницима. Ово системско и противзаконито злостављање затвореника починило је неколико припадника војне полиције САД”. У извјештају је наведено да постоје докази о овом злостављању, укључујући и фотографије. Извјештај тада није био јавно објављен.

### Објављивање скандала и медијска покривеност
Злостављања у Абу Граибу била су прикривена све до јануара 2004, када је водник Џозеф Дарби дошао до компакт-диск-а који је садржао фотографије мучења. Дарби је, након што је прегледао фотографије, предао CD Одјељењу за кривичне истраге САД, тиме покренувши истрагу која је довела до откривања инцидената. Дарбију је потом обећана анонимност, али је његово име ипак објављено у магазину The New Yorker. Касније се и сам министар одбране САД Доналд Рамсфелд јавно захвалио Дарбију у једном од својих говора.
Скандал је привукао огромну пажњу јавности у априлу 2004. године. Дана 28. априла 2004. у емисији 60 Minutes II на CBS News емитован је извјештај у којем је описано злостављање, укључујући и фотографије на којима се види како амерички војници муче и понижавају ирачке затворенике. Магазин The New Yorker објавио је чланак истраживачког новинара Сејмура Херша, 10. маја 2004, што је такође имало огроман утицај на ширење вијести. Извјештаји генерал-мајора Антонија Тагубе су јавно објављени у мају 2004. Тадашњи предсједник САД, Џорџ Буш, изјавио је да ће „одговорни појединци бити приведени правди”.

### Одобрења мучења и злостављања
Иако је тадашњи предсједник САД, Џорџ Буш, изјавио како је скандал у Абу Граибу „изолован случај”, многе хуманитарне организације и организације за заштиту људских права окривиле су управо Бушову администрацију за злочине у Ираку.
Документи до којих су дошли Washington Post и организација за заштиту људских права, American Civil Liberties Union, показују да је Рикардо Санчез, који је био генерал-пуковник и виши амерички војни официр у Ираку, одобрио употребу војних паса, екстремних температура, ускраћивања сна и сензорне депривације као методе испитивања у Абу Граибу. Извјештај бригадног генерала Ричарда Формике из новембра 2004. открио је да су многе трупе у затвору Абу Граиб једноставно слиједиле наређења заснована на Санчезовом меморандуму. Адвокат ACLU-а, Амрит Синг рекла је у саопштењу организације да је „генерал Санчез одобрио методе испитивања које су јасно кршиле законе Женевских конвенција и одступале од стандарда саме војске”. У интервјуу за новине The Signal бригадни генерал Џенис Карпински изјавила да је видјела необјављена документа министра одбране САД, Доналда Рамсфелда, који су дозвољавали употребу ових метода на ирачким затвореницима.
Министар одбране САД, Доналд Рамсфелд, по многима је био главни кривац за инциденте у Абу Граибу. Извјештај магазина The New Yorker из 2004. наводи да је Рамсфелд одобрио тактику испитивања која се користила у Абу Граибу, а коју су САД раније користиле у Авганистану. У новембру 2006. Џенис Карпински је рекла шпанском листу El País да је видјела писмо које је потписао Рамсфелд, у којем је испитивачима дозвољено да користе методе као што су лишавање сна, принудно слушање прегласне музике, стајање дужи временски период и постављање затвореника у стресне положаје тијела током испитивања. Осморо бивших војника и обавјештајних оперативаца, укључујући Карпински, поднијели су кривичну пријаву њемачком суду против Рамсфелда.

### Правна питања
Скуп правних меморандума познатих као „меморандуми о мучењу“ саставио је Џон Ју као замјеник помоћника државног тужиоца Сједињених Држава, а потписао их је у августу 2002. помоћник државног тужиоца, Џеј Бајби, шеф Канцеларије правних савјетника Министарства правде САД. Меморандуми су савјетовали Централну обавјештајну агенцију, Министарство одбране САД и предсједника о употреби „појачаних техника испитивања” (тортури) затвореника. Џон Ју је тврдио да статус ратног заробљеника према Женевским конвенцијама не важи за „непријатељске борце“ заробљене током рата у Авганистану и држане у затвору у заливу Гвантанамо.
Сједињене Државе су усвојиле мјере из Авганистана и залива Гвантанамо како би заобишле законска ограничења наметнута Женевским конвенцијама о поступању при испитивању затвореника. Америчка влада је дозволила да се ове методе примјењују у Ираку. Командант центра Гвантанамо, генерал Џефри Милер, отишао је у Абу Граиб и успоставио ове методе у ирачком затвору.
Тиме су САД прекршиле законе прописане Женевским конвенцијама, као и законе Конвенције уједињених нација против тортуре.
За потребе ове конвенције, израз „тортура” означава сваки чин којим се лицу намјерно наноси јак бол или патња, било физичка или психичка, у сврхе као што је прибављање информација или признања од њега или трећег лица, кажњавање за дјело које је он или треће лице починило или за које се сумња да су га починили, или застрашивање или принуда њега или трећег лица, или из било ког разлога заснованог на било којој врсти дискриминације, када је такав бол или патња нанесена уз или на подстицај, или уз сагласност или пристанак јавног функционера или другог лица које дјелује у службеном својству. Не укључује бол или патњу који произилазе из (тј. који су посљедица) законских санкција.— дефиниција тортуре према Конвенцији УН против тортуре

### Методе злостављања

#### Смрт Манадела ел Џамадија
Манадел ел Џамади био је ирачки држављанин који је умро 4. новембра 2003. након испитивања од стране агента CIA, Марка Свенера. Свенер је мучио ел Џамадија при испитивању, не очекујући да ће Манадел подлећи повредама. Обдукцијом је доказано да се радило о убиству. Након смрти, ел Џамадијево тијело је обмотано кесама са ледом. Војници Чарлс Грејнер и Сабрина Харман позирали су поред ел Џамадијевог леша за фотографије које су касније обишле свијет. За убиство Манадела ел Џамадија нико није одговарао.

#### Силовање
Постоје бројни докази о случајевима силовања у затвору у Абу Граибу. Генерал-мајор Антонио Тагуба је у свом познатом извјештају навео случај силовања затвореника, вјероватно дршком од метле. Један од затвореника описао је случај силовања дјечака од стране војног преводиоца, док је један од женских војника фотографисао камером. У затвору су описани и случајеви силовања жена, као и насилно скидање одјеће како би се открили интимни дијелови тијела. Наводи се да су неке од жена и затрудниле током заточеништва, те да су касније, због срамоте, убијане од стране породица. Такође, према изјавама новинара Сејмура Херша, постоји видео који доказује и силовање дјеце. Генерал-мајор Тагуба је подржао одлуку новог предсједника Барака Обаме да не објави фотографије силовања. Обама је навео како би њихово објављивање било опасно по војску САД, те да би распалило антиамеричко јавно мњење.

#### Остале методе
У затвору у Абу Граибу су се користиле разне врсте злостављања: батинање, психичко злостављање, сензорна депривација, изгладњивање, одузимање одјеће, стављање врећа на главу, цртање и писање увреда по тијелима затвореника, пријетње силовањем, мокрење по затвореницима, поливање фосфорном киселином, везање конопаца за ноге или полне органе, вучење по поду, струјни удари, излагање прегласној музици и буци, излагање екстремним врућинама, употреба паса за плашење затвореника, присиљавање на међусобне оралне и полне односе, присиљавање на мастурбацију итд. На фотографијама се такође могу видјети и тзв. „пирамиде”, сачињене од голих затвореника, поред којих су се војници фотографисали. Многе од метода кориштених у Абу Граибу развијене су у затворском центру у заливу Гвантанамо.

#### Број жртава
Влада САД никада није објавила званичан број жртава у затвору Абу Граиб. Истраживањем из 2006. избројана су 63 смртна случаја, од којих је највише страдало усљед минобацачких и бомбашких напада побуњеника. Остали су убијени или су умрли од болести.

## Реакције

### Реакција владе САД
Бушова администрација у почетку није признала злостављања у Абу Граибу. Након што су објављене фотографије и докази постали неоспорни, почетна реакција администрације окарактерисала је скандал као изоловани инцидент који није својствен акцијама САД у Ираку. Буш је описао злоупотребе као поступке неколико појединаца, који су занемаривали вриједности САД. Овај став је био широко оспораван, посебно у арапским земљама. Поред тога, Међународни комитет Црвеног крста је подносио изјаве о злостављању затвореника више од годину дана прије објављивања фотографија. Буш се 7. маја 2004. јавно извинио за злостављање ирачких затвореника у Абу Граибу, наводећи да му је „жао због понижења које су претрпјели ирачки затвореници и њихове породице”. Истог дана, извинио се и тадашњи министар одбране САД, Доналд Рамсфелд.

### Реакције у Ираку
Реакције у Ираку на извињење Џорџа Буша поводом инцидената у Абу Граибу биле су помијешане. Неки су извињење окарактерисали као храбар и поштен потез, наводећи како се Буш отворено суочио са проблемом, подржавајући његово обећање у вези привођења одговорних преступника.
Многи су, ипак, сматрали како Бушов говор није био искрен, те да је извињење недовољно за почињене злочине. Сматра се да су чести оружани напади на затвор који су услиједили након објављивања фотографија мучења, представљали одговор ирачких побуњеника на скандал у Абу Граибу.
Дана 7. маја 2004. године, Ника Берга, америчког бизнисмена који је отишао у Ирак након инвазије САД, исламистичка милитантна организација ал Ансарс ухватила је и обезглавила на видео-снимку као одговор на злостављања у Абу Граибу.

### Реакције широм свијета
Мучење? Озбиљнији ударац за САД од напада 11. септембра 2001. године. Само што ударац нису задали терористи, већ Американци сами себи.— италијански кардинал, Ђовани Лајоло, поводом скандала у Абу Граибу
Британски часопис, The Economist, који је подржао министра одбране САД Доналда Рамсфелда на изборима 2000. године, објавио је фотографију из затвора Абу Граиб на насловној страни часописа, уз наслов: „Поднеси оставку, Рамсфелде!” На фотографији се налази ирачки затвореник који стоји на кутији, са врећом на глави и електричним жицама спојеним за руке.

## Посљедице

### Суђење војницима
Једанаест војника је осуђено по разним оптужбама у вези са инцидентима, при чему су све пресуде укључивале и оптужбу за непоштовање дужности. Већина војника је добила само мање казне. Три преостала војника су или ослобођена оптужби или нису ни оптужена. За убиства заточеника нико није осуђен.
- Специјалиста Чарлс Грејнер проглашен је кривим 14. јануара 2005. за завјеру, малтретирање затвореника, пропуст да заштити затворенике од злостављања, окрутности као и за оптужбе за напад, непристојност, прељубу и ометање правде. 15. јануара 2005.[69] осуђен је на 10 година затвора, нечасно отпуштање и деградирање чина у редов.[6] Грејнер је 6. августа 2011. пуштен из затвора након што је одслужио шест и по година казне.[70]
- Наредник Ајван Фредерик изјаснио се кривим 20. октобра 2004. за завјеру, непоштовање дужности, малтретирање затвореника, напад и чињење непристојног дјела, у замјену за одбацивање других оптужби. Његово злостављање укључивало је присиљавање три затвореника на мастурбацију.[7] Такође је једног затвореника ударио толико јако у груди да му је била потребна реанимација. Осуђен је на осам година затвора, одузимање плате, нечасно отпуштање и деградирање чина у редов. Пуштен је на условну слободу у октобру 2007, послије четири године затвора.[71][72]
- Редов прве класе Линди Ингланд осуђена је 26. септембра 2005. по једној тачки за завјеру, четири тачке за малтретирање затвореника и једну тачку за чињење непристојног дјела. Ослобођена је оптужбе по другој тачки завјере. Ингланд се суочила са максималном казном од десет година затвора. Осуђена је 27. септембра 2005. на три године затвора, одузимање свих плата и накнада, деградирање чина на редов и нечасно отпуштање.[73] Условно је пуштена на слободу 1. марта 2007. године, након што је одслужила годину и пет мјесеци.[74]
- Специјалиста Џереми Сивиц је 19. маја 2004. године осуђен од стране Специјалног војног суда на максималну казну од годину дана, уз отпуштање због лошег понашања и снижавање чина на редов, по признању кривице. Умро је од инфекције изазване коронавирусом, 16. јануара 2022.[75]
- Специјалиста Роман Крол изјаснио се кривим 1. фебруара 2005. за завјеру и малтретирање затвореника у Абу Граибу.[76] Осуђен је на десет мјесеци затвора, деградирање чина у редов и отпуштање због лошег понашања.[77]
- Специјалиста Армин Круз је 11. септембра 2004. осуђен на осам мјесеци затвора, деградирање чина у редов и отпуштање због лошег понашања у замјену за свједочење против других војника.[78]
- Специјалиста Сабрина Харман осуђена је 17. маја 2005. на шест мјесеци затвора и отпуштање због лошег понашања након што је проглашена кривом по шест од седам тачака.[79] Првобитно је била осуђена на максималну казну од пет година затвора.
- Наредник Џавал Дејвис изјаснио се кривим 4. фебруара 2005. за непоштовање дужности, давање лажних званичних изјава и батинање. Осуђен је на шест мјесеци затвора, деградирање чина у редов и отпуштање због лошег понашања. Дејвис је признао да је у једном наврату газио по рукама и ногама групе затвореника, те да се свом тежином срушио на њих.[80]
- Наредник Мајкл Смит је 21. марта 2006. проглашен кривим по двије тачке за малтретирање затвореника, једној тачки за физички напад, једној тачки за завјеру ради малтретирања, једној тачки за непоштовање дужности и коначној оптужби за недолично дјело. Осуђен је на 179 дана затвора, новчану казну од 2.250 долара, деградацију чина у редове и отпуштање због лошег понашања.[81]
- Наредник Сантос Кардона осуђен је за непоштовање дужности и тешки физички напад. Војни судија је изрекао новчану казну и деградирање чина, а он је одслужио 90 дана тешког рада у Форт Брагу, у Сјеверној Каролини. Кардона је 29. септембра 2007. године напустио војску уз почасни отпуст. Погинуо је 28. фебруара 2009. док је радио као владин извођач радова у Авганистану.[82]
- Потпуковник Стивен Џордан постао је други највиши официр против кога је подигнута оптужница у вези са злостављањем у Абу Граибу, 29. априла 2006. године. Џордан је 28. августа 2007. ослобођен свих оптужби у вези са злостављањем затвореника и добио је укор због непоштовања наредбе о нерасправљању о истрази из 2004. године.[83][84]
- Пуковник Томас Папас је разријешен команде 13. маја 2005. године, након што је добио несудску казну за два случаја непоштовања дужности, укључујући и коришћење паса током испитивања. Он је кажњен новчаном казном од 8000 долара. Такође је добио генерални официрски меморандум о укору којим је практично окончана његова војна каријера. Није се суочио са кривичним гоњењем.[85]
- Специјалиста Меган Амбул осуђена је 30. октобра 2004. због непоштовања дужности. Она је нечасно отпуштена и деградирана у чин редова.
- Специјалиста Израел Ривера, који је био присутан током злостављања 25. октобра, био је под истрагом, али никада није оптужен нити је свједочио против других војника.

### Виши официри и званичници
- Бригадни генерал Џенис Карпински, која је била командант затвора, деградирана је у пуковника 5. маја 2005. Карпински је у интервјуу за BBC рекла да је она испала „жртвени јарац”, осудивши генерал-пуковника Рикарда Санчеза за злостављања.[86]
- Министар одбране Доналд Рамсфелд је у фебруару 2005. изјавио да је након скандала у Абу Граибу два пута нудио оставку, али је амерички предсједник Џорџ Буш одбио обе понуде.[87]
- Џеј Бајби, аутор меморандума Министарства правде који дефинише тортуру као активност која изазива бол који је еквивалентан болу који се осјећа током смрти или отказивања органа,[88] номинован је од стране предсједника Буша у Апелациони суд деветог округа, гдје је почео да ради 2003. године.
- Мајкл Чертоф, који је као шеф криминалистичког одјељења Министарства правде савјетовао CIA-у о горњим границама законитости у мјерама принудног испитивања, постављен је на мјесто секретара за унутрашњу безбједност.[89][90]
- Генерал-мајор Валтер Војдаковски, помоћник генерал-пуковника Рикарда Санчеза, ослобођен је свих оптужби, а потом је именован за начелника пјешадијске школе америчке војске у Форт Бенингу.[91]
- Виши војни обавјештајац, Барбара Фаст касније је именована за шефа Обавјештајног центра америчке војске у Форту Хуачука.[92]

### Након Абу Граиба
Врховни суд САД је 27. јуна 2011. одбио да саслуша жалбе групе од 250 Ирачана који су жељели да туже приватну америчку компанију КАКИ (енгл. CACI; California Analysis Center, Inc.). и корпорацију „Титан” (енгл. Titan Corporation); двије приватне америчке компаније у Абу Граибу, због тврдњи о злостављању од стране испитивача и преводилаца у затвору. Нижестепени судови су одбацили тужбе на основу тога што су компаније посједовале суверени имунитет од тужби на основу њиховог статуса владиних уговарача. Ипак, у јуну 2014, амерички Апелациони суд у Ричмонду, у Вирџинији, утврдио је да је један од закона из 18. вијека дозвољавао неамеричким држављанима приступ америчким судовима због кршења „закона нација или уговора САД”. Ово је омогућило злостављаним затвореницима да поднесу тужбу против компаније КАКИ, чији су запослени оптужени су да су подстицали тортуру и злостављање, као и да су сами учествовали у томе. Случај је још увијек активан.
У октобру 2010. скоро 400.000 тајних теренских извјештаја и ратних дневника војске САД, са детаљима о мучењу, погубљењима и ратним злочинима, прослијеђено је британском листу The Guardian путем веб-сајта Викиликс. Између осталог, у евиденцији се наводи како америчке власти нису истражиле стотине пријава злостављања, мучења, силовања, па чак и убистава од стране ирачке полиције и војника, као и да су америчке трупе годинама злостављале затворенике чак и послије скандала у Абу Граибу.
Према наводима новинске агенције Associated Press из јануара 2013. године, америчка компанија Engility Holdings из Шантилија у Вирџинији платила је 5,28 милиона долара у нагодби за 71 бившег затвореника који су држани у Абу Граибу и другим затворима под управом САД између 2003. и 2007. године. Ова компанија је једна од оптужених за завјеру и учешће у мучењу затвореника у Абу Граибу. Нагодба је била први успјешан покушај затвореника да добију одштету за злостављања која су претрпјели.